# Issabela Camil
Erika Ellice Sotres Starr (Cidade do México, 6 de fevereiro de 1969), mais conhecida como Issabela Camil, é uma atriz e modelo mexicana lembrada por seus papéis como Paloma em Teresa, Ingrid em Abismo de Pasión, Amelia em Lo Que La Vida Me Robó e Linda em Vencer el Desamor. 

## Biografia
Começou sua trajetória como atriz na década de 1990, em pequenos papeis e obras teatrais. Em 2002 participa da novela Lo que es el amor interpretando um pequeno papel.
Em 2005 fez uma participação especial na telenovela La ley del silencio.
Em 2010 o produtor Pedro Torres a convida para protagonizar o capítulo "Anette y Ana, nobles", da serie de televisão Mujeres Asesinas 3, onde esta vez atuou junto a Belinda e William Levy. Neste mesmo ano, José Alberto Castro a convida para interpretar um papel antagônico na novela Teresa, junto a Angelique Boyer e Sebastián Rulli.
Em 2012 interpreta uma das antagonistas da telenovela Abismo de pasión. A atriz saiu da novela antes do fim, devido a morte da sua personagem.
Para o ano de 2013 Pedro Torres novamente a convida para participar da versão mexicana da serie americana Gossip Girl, agora titulada Gossip Girl Acapulco onde interpreta a "Lili López-Haro".
Ainda em 2013 participa da novela Lo que la vida me robó, produção de Angelli Nesma Medina, onde esta vez divide créditos junto a Daniela Castro, Sebastián Rulli, Angelique Boyer, Luis Roberto Guzmán e Sergio Sendel. A atriz declarou insatisfação com sua personagem.

## Vida pessoal
É filha do empresário mexicano Armando Sotres e da modelo norte-americana Tony Starr. Também é prima do ator mexicano Jaime Camil. 
Está casada com o ator e produtor mexicano Sergio Mayer desde 27 de março de 2009, com quem possui duas filhas, chamadas Antônia e Victória. 

## Filmografia

### Televisão
| Ano       | Título                 | Papel                        |
| --------- | ---------------------- | ---------------------------- |
| 2020-2021 | Vencer o Desamor       | Linda Brown de Falcón        |
| 2018      | Por Amar Sem Lei       | Isabel Palacios de Soto      |
| 2017      | Muy padres             | Deborah                      |
| 2015-2016 | Pasión y poder         | Caridad Herrera Fuentes      |
| 2013-2014 | O Que a Vida me Roubou | Amelia Bertrand de Arechiga  |
| 2013      | Gossip Girl Acapulco   | Liliana López-Haro (Lili)    |
| 2012      | Abismo de Paixão       | Ingrid Navarro Vda. de Jasso |
| 2010      | Teresa                 | Paloma Dueñas                |
| 2006      | A Feia Mais Bela       | Isabella del Conde           |
| 2005      | La ley del silencio    | Julia                        |
| 2002      | Lo que es el amor      | Gloria Ocampo                |

### Cinema
| Ano  | Título            | Papel           |
| ---- | ----------------- | --------------- |
| 2015 | Las horas contigo | Amanda          |
| 2014 | Volando bajo      | Ingrid Larsson  |
| 2000 | Sofía             | Sofía           |
| 1997 | Coyote            | Isabel Piqueras |

### Séries de televisão
| Ano  | Título               | Papel          | Notas                                 |
| ---- | -------------------- | -------------- | ------------------------------------- |
| 2015 | Jane the Virgin      | Flavia         |                                       |
| 2010 | Capadocia            | Grace Ferreira |                                       |
| 2010 | Mujeres asesinas     | Ana VanDyrik   | Episódio: "Annette e Ana, as nobres." |
| 2008 | El pantera           | Virginia       |                                       |
| 1996 | El centinela         | Maya Carasco   |                                       |
| 1996 | Walker, Texas Ranger | Juanita Ortiz  |                                       |